# Архиђакон
Архиђакон (грч. ἀρχιδιάκονος), монашки чин, је виши служитељ, најстарији, први међу ђаконима.
Архиђаконом се назива најстарији ђакон из монашког реда, кога у тај чин производи епископ. Архиђакон ужива међу ђаконима само част, а не и власт, и првенствује приликом богослужења. У бившој Карловачкој митрополији могао је бити само један архиђакон и то у седишту митрополије. Свети Стефан је био архиђакон Јерусалимске цркве.